# الدباح (فلم)
الدباح هو فيلم دراما مصري من إخراج نيازي مصطفى  وبطولة فريد شوقي، آثار الحكيم، يوسف شعبان وسامح الصريطي، عرض الفيلم في 9 مارس 1987.

## القصة
تٌعد (نسمة) ابنة التاجر الثري (حامد الجنزوري) رسالة ماجيستير عن إدمان المخدرات، ولاتعلم أن والدها من كبار تجار المخدرات. يساعده (زاهر) في تجارته حتى أصبح ثريًا، تقع (نسمة) في حب (مدحت) طالب الطب المتعثر في دراسته بسبب فقره، مما جعله يستسلم لإدمان المخدرات، في ذات الوقت يعجب (زاهر) بـ (نسمة)، ويحاول الزواج منها لكن يرفض (حامد) ويسخر منه فيترك (زاهر) العمل لديه ويحاول فضحه أمام ابنته، وإبلاغ الشرطة عنه.

## طاقم العمل
- فريد شوقي بدور حامد الجنزوري
- آثار الحكيم بدور نسمة
- يوسف شعبان بدور زاهر
- سامح الصريطي بدور مدحت

## وصلات خارجية
- مقالات تستعمل روابط فنية بلا صلة مع ويكي بيانات
- الدباح على موقع الدهليز